# 周豐林 (人權運動者)
周豐林（英語：Paddy Chew Hong Lim；1960年3月29日－1999年8月21日）是新加坡首位公開自己感染人類免疫缺陷病毒（HIV）/愛滋病（AIDS）的患者。

## 生平

### 早年生活
他曾就讀於圣斯德望学校和圣伯特理中学校，之後成為一名空服員。他在新加坡航空工作了十三年，離職後加入新加坡首個變裝歌舞表演場——Boom Boom Room。

### 早期病況惡化
在他作為空服員職業生涯的前半段，周豐林並不了解HIV或AIDS，也從未使用保險套。直到1986或1987年，他開始聽聞這種疾病，才開始實行安全性行為。但他仍於1995年，也就是離開新航兩年後病倒。他的住院護理人員對這種病症缺乏經驗，甚至未能及時察覺他患有念珠菌症，最後由他自己作出診斷。他被安排進行一連串常規的醫療檢查，最終在他自己的要求下才接受HIV檢測，而醫生當時並不情願。
確診後，他對終於找出病因感到鬆了一口氣。他隨後前往布魯塞爾接受當時新加坡尚未提供的治療，但到了1996年，他已經失去了45%的體重，健康迅速惡化。
因為無法繼續正常工作，也擔心一旦病情曝光會對工作場所造成負面影響，他最終離開了Boom Boom Room。

### 公開身份
1998年12月12日，在新加坡第一屆全國愛滋病會議上，周豐林成為首位公開自己患有愛滋病的新加坡人，但他並不是新加坡第一位愛滋病患者。

### 公眾關注
他一夜之間成為公眾人物，接受了大量訪問，無論走到哪裡都吸引目光。他的肖像與談論新加坡愛滋病狀況的言論被刊登在本地與外國的報刊雜誌上。他的公開身份引發爭議。有《聯合早報》專欄作家批評他是濫交的雙性戀者，也有人認為他只是想出風頭。

對於這些指控，周豐林反駁道：
「如果是因為贏得環球小姐、當歌手、長得漂亮而出名，我不介意，好嗎？誰會想因為得了愛滋病而出名？拜託……我見過太多愛滋病患者死去。他們多數孤獨地死去。沒有人溫暖他們、照顧他們。他們還沒準備好死去——你從他們的眼神就能看出來。我告訴自己，我必須為自己，也為這個使命做些有意義的事——為將來的病患開闢一條路，讓他們不再那樣死去。」

### 《Completely With/Out Character》
1998年，周豐林開始創作一齣名為《Completely With/Out Character》（意譯：全然有／無角色）的個人自傳式獨腳戲，這是他的首部戲劇作品。最終版本由The Necessary Stage製作，由Haresh Sharma撰寫，Alvin Tan執導，於1999年5月10日至17日在戲劇中心（The Drama Centre）上演。每場演出結尾，周豐林都會脫至只剩短褲，舉起雙手，讓觀眾直視他因病而極度消瘦的身體，隨後開放坦率的問答環節。該劇所有收益皆捐給他長期參與的慈善機構「關懷愛滋行動」（Action for AIDS, AfA）。《海峽時報》詩人兼劇作家亞非言在評論中稱此劇為「最極端形式的紀實劇場（docu-theatre）」，寫道：「觀眾獲得了一項特權，親眼見證一齣戲——如同其主角——對自身短暫生命的深刻自覺。」
周曾公開表示希望能寫一本書並在歐洲來一趟最後的旅行，但這些願望最終未能實現。1999年6月，他的健康急劇惡化，需入院接受治療，入住毛廉路的傳染病中心（Communicable Disease Centre, CDC），距離他過世僅兩個月。
在2015年的M1新加坡藝穗節上，藝術家羅子涵創作了名為《With/Out》的表演裝置，向周豐林的《Completely With/Out Character》致敬。盧致瀚對《海峽時報》表示：「作為一個酷兒，我一直受到Paddy堅毅精神的啟發。我經常思考，如果是我處於他的位置，我是否也有勇氣像他那樣站出來。」《With/Out》也首次公開播映了原劇三場演出的錄影片段。

## 逝世
1999年8月21日清晨6時15分，周豐林因愛滋病相關併發症在CDC病逝，距他最後一場戲劇演出結束僅三個月。
他臨終時，妹妹（未具名）與The Necessary Stage藝術總監Alvin Tan陪伴在側。陳瑞良致電媒體，希望協助通知周豐林的朋友們參加他的葬禮，該儀式於當天下午3點45分在翡珑山火化場第二禮堂舉行。周豐林的家人請求前來者：「不要送花圈，不要悲傷落淚，不要穿黑衣，請穿得華麗一些。」

### 葬禮
在翡珑山火化場第二禮堂裡，響起了舞曲，前來悼念的人們身穿紅、藍、粉紅與橘色衣服。根據新加坡的規定，愛滋病患者去世後必須在24小時內下葬或火化，因此周豐林的葬禮於當天下午舉行，約有80人出席。
他的妹妹Jessie（37歲）在簡短的悼詞中說：「他希望所有人都來，最好穿紅色，跟他一起開派對。」她表示哥哥始終精神飽滿，一直奮戰到最後一刻。
現場還有他的兩位年長手足出席——Shirley（53歲）與Edwin（52歲）。另一位妹妹Joanne（41歲）則居住在國外。Boom Boom Room的董事總經理Alan Koh與一位老朋友Audrey Fegen也發表了悼詞。
葬禮由羅馬天主教神父Augustine主持，儀式持續不到半小時。從小學一年級起便與周豐林相識的朋友Calvin Tan（38歲）說：「他在星期五晚上八點情況已非常危急，但他是一個戰士。他從晚上八點堅持到今天清晨六點。他拒絕放棄。」
「關懷愛滋行動」主席Roy Chan副教授從1995年周豐林確診以來就認識他，並與他合作多項愛滋病宣導活動。他說：「Paddy是個非常敢言的人。他有極大的勇氣做出那些事情。他無私又勇敢。他做這一切並不是為了自己，而是為了整個社會。」